# Ланево (Західнопоморське воєводство)
Ланево (пол. Łaniewo, нім. Langenhals) — село в Польщі, у гміні Ґоленюв Голеньовського повіту Західнопоморського воєводства.
Населення — 147 осіб (2011).
У 1975-1998 роках село належало до Щецинського воєводства.

## Демографія
Демографічна структура станом на 31 березня 2011 року:
|          | Загалом | Допрацездатний вік | Працездатний вік | Постпрацездатний вік |
| -------- | ------- | ------------------ | ---------------- | -------------------- |
| Чоловіки | 73      | 21                 | 46               | 6                    |
| Жінки    | 74      | 26                 | 39               | 9                    |
| Разом    | 147     | 47                 | 85               | 15                   |